# Rita Tamašunienė
Rita Tamašunienė (* 27. September 1973  in Maišiagala, Rajongemeinde Vilnius) ist eine litauische Politikerin polnischer Herkunft. Von 2019 bis 2020 war sie Innenministerin, erste Frau in dieser Ministerposition in Litauen.

## Leben
Nach dem Abitur 1991 an der  Mittelschule Maišiagala absolvierte Rita 1994 das Diplomstudium der Pädagogik und der ethnischen Kultur  im Juozas-Tallat-Kelpša-Konservatorium Vilnius, 2002  das Bachelorstudium der Edukologie und 2003 das Studium der deutschen Philologie an der   Vilniaus pedagoginis universitetas sowie 2006 das Masterstudium der Verwaltung an der Mykolo Romerio universitetas in der litauischen Hauptstadt Vilnius.
Ab 1994 arbeitete Rita Tamašunienė als Lehrerin in Karvys. Ab 2004 leitete sie als Direktorin die Hauptschule Pikeliškės bei Vilnius.  Seit 2012 ist sie Mitglied im Seimas. Vom August 2019 bis Dezember 2020 war sie Innenministerin, erste Frau in dieser Position in der Geschichte Litauens.
Rita Tamašunienė ist Mitglied der Lietuvos lenkų rinkimų akcija.
Rita Tamašunienė spricht Russisch, Polnisch, Deutsch und Englisch.

## Familie
Rita Tamašunienė ist verheiratet und hat eine Tochter.